# Bosque encantado

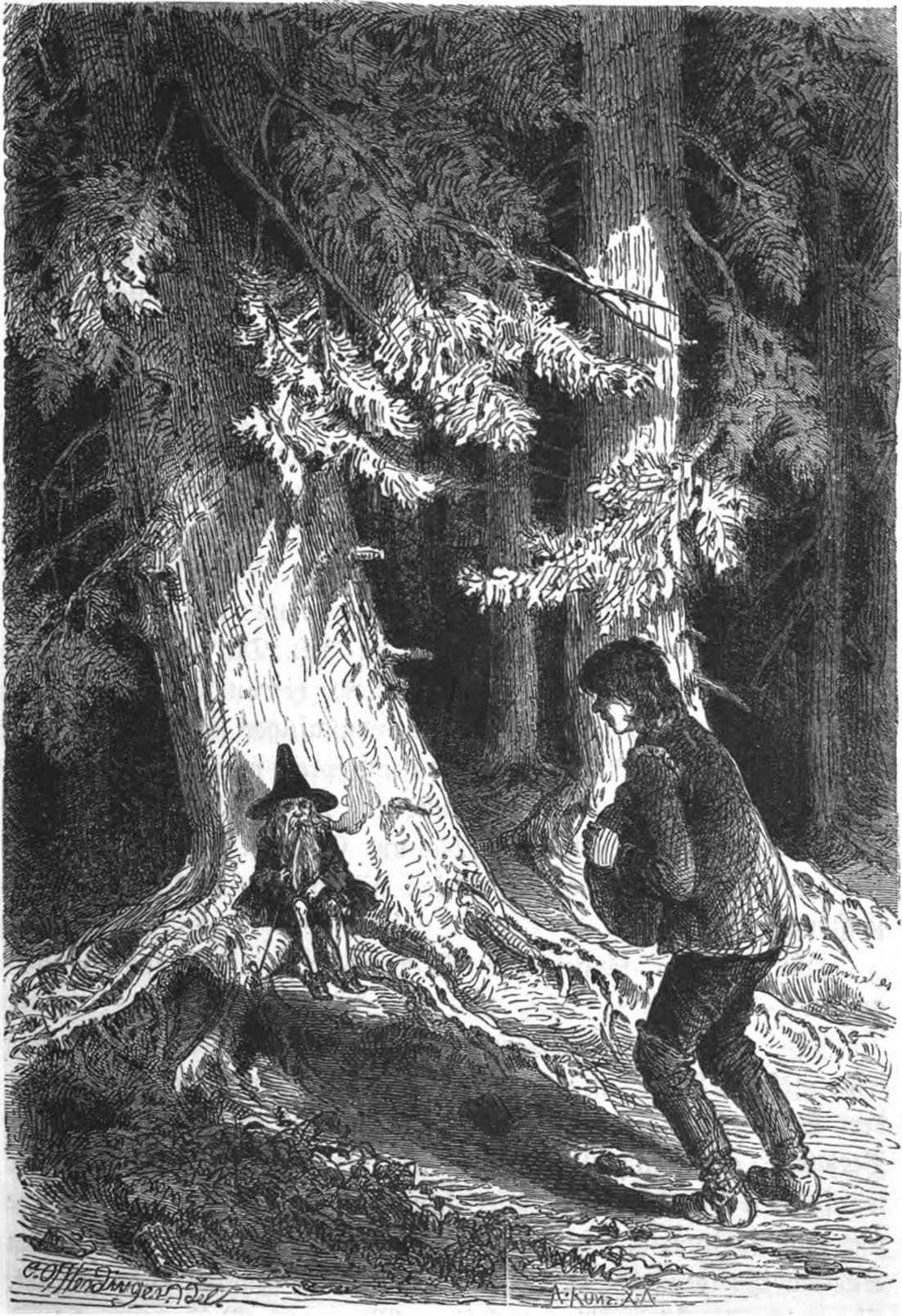
Ilustración de Carl Offterdinger de una historia de Wilhelm Hauff, ambientada en la Selva Negra.

El bosque mágico, bosque encantado o fraga encantada, es uno de los recursos narrativos más antiguos usados en el simbolismo, la mitología, la literatura y el arte, y a menudo se asocia con temas de búsqueda de un camino y transformaciones misteriosas. En estos bosques se entrelazan realidad y magia, y están habitados por seres fantásticos como hadas, duendes, ninfas, etc. En muchas culturas, estos lugares son considerados sagrados, representando fertilidad, renacimiento y renovación.
En la literatura, el bosque encantado es un lugar donde se entrelazan el peligro, la fantasía y el mito del viaje del héroe, el cual puede perder el rumbo y enfrentarse a duras verdades acerca de sí mismo o el mundo, de las cuales emerge más fuerte y más sabio. Esta figura se ha utilizado a lo largo de la historia de la literatura, desde obras clásicas hasta obras recientes de la cultura popular .
En la cosmovisión de los distintos pueblos, el bosque está vinculado al mundo animal y mitológico, siendo un lugar de paso al mundo de los muertos y residencia de fuerzas hostiles al ser humano.

## En folklore

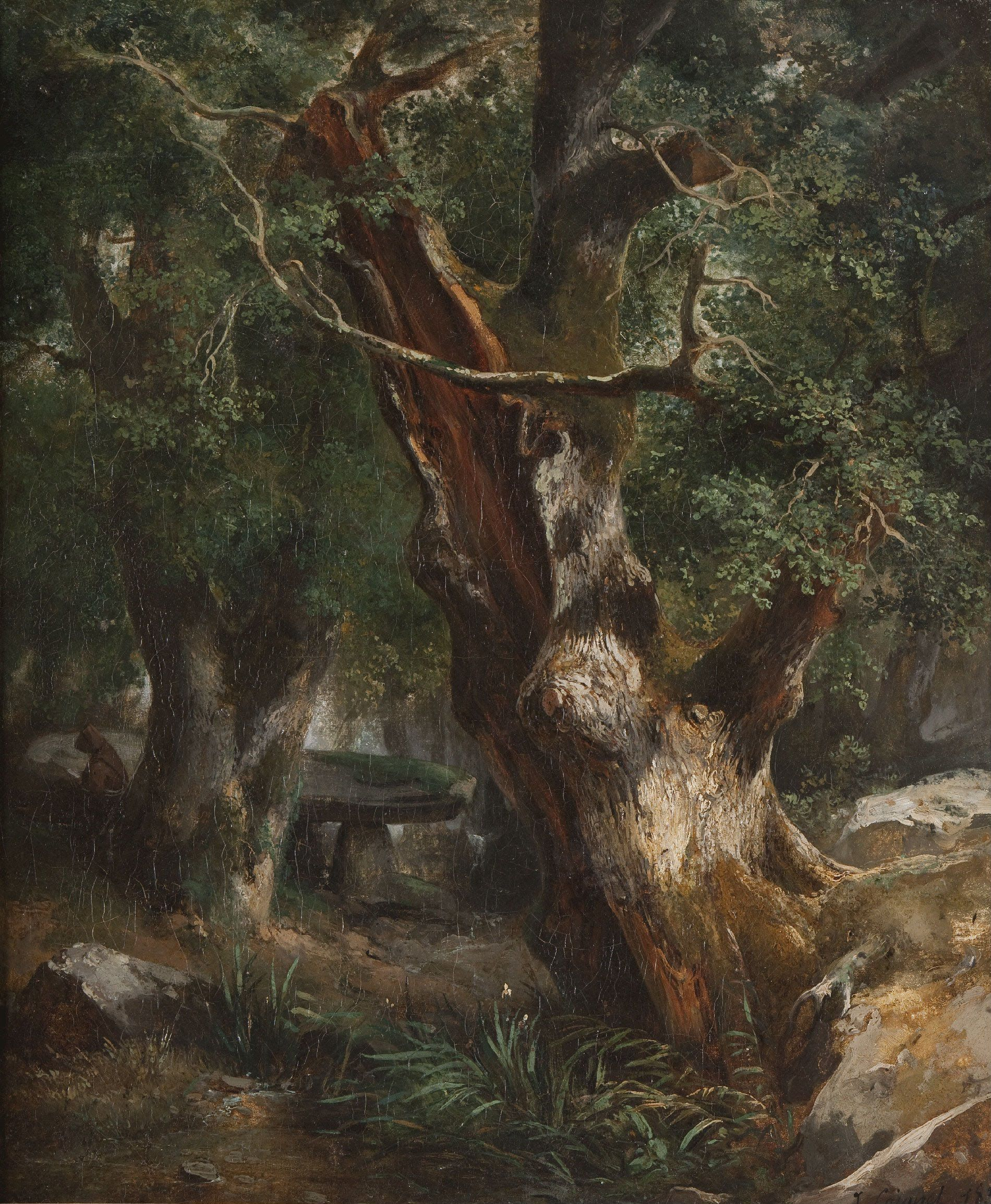
Jules Coignet - Le chêne au dolmen dans la forêt de Brocéliande (1836)

En las tradiciones folclóricas, el bosque encantado representa un espacio de complejidad simbólica, a menudo asociado con el misterio y la naturaleza salvaje, que rompe con el ámbito de la sociedad humana original, ofreciendo a la vez protección y un contraste ambivalente con el espacio vital y el entorno creado por el hombre.
Esta ambivalencia con respecto al bosque está particularmente presente, por ejemplo, en los cuentos populares alemanes y sus adaptaciones. En los mitos y leyendas alemanes, por ejemplo, el bosque sirve de cobijo a varias criaturas míticas e historias que mezclan realidad y fantasía. Entre ellos criaturas como Frau Holle, que vive en las profundidades subterráneas y gobierna las estaciones, o el hombre lobo, que se convierte en monstruo durante las noches de luna llena, son ejemplos de esta ambivalencia.

## En la mitología

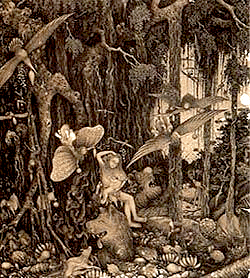
El nacimiento de Anuman, de la mitología hindú.

En la mitología, el bosque es también el escenario donde los héroes muestran sus habilidades. El ejemplo más antiguo en la literatura de este fenómeno es la batalla del rey Gilgamesh y Enkidu con Humbaba en el bosque de cedros.  En los mitos griegos y romanos también hay ejemplos de luchas de los héroes en los bosques encantados. También es un elemento central en la mitología celta, en forma del bosque de Brocéliande (hogar de Merlín o del rey gallego Pontus convertido en haya ). También aparecen en leyendas centroeuropeas, británicas o nórdicas, como por ejemplo Yggdrasil, el árbol del mundo, que es un elemento central en la mitología nórdica y representa un tipo de bosque cósmico que conecta diferentes mundos.

## En la literatura, más allá de la mitología

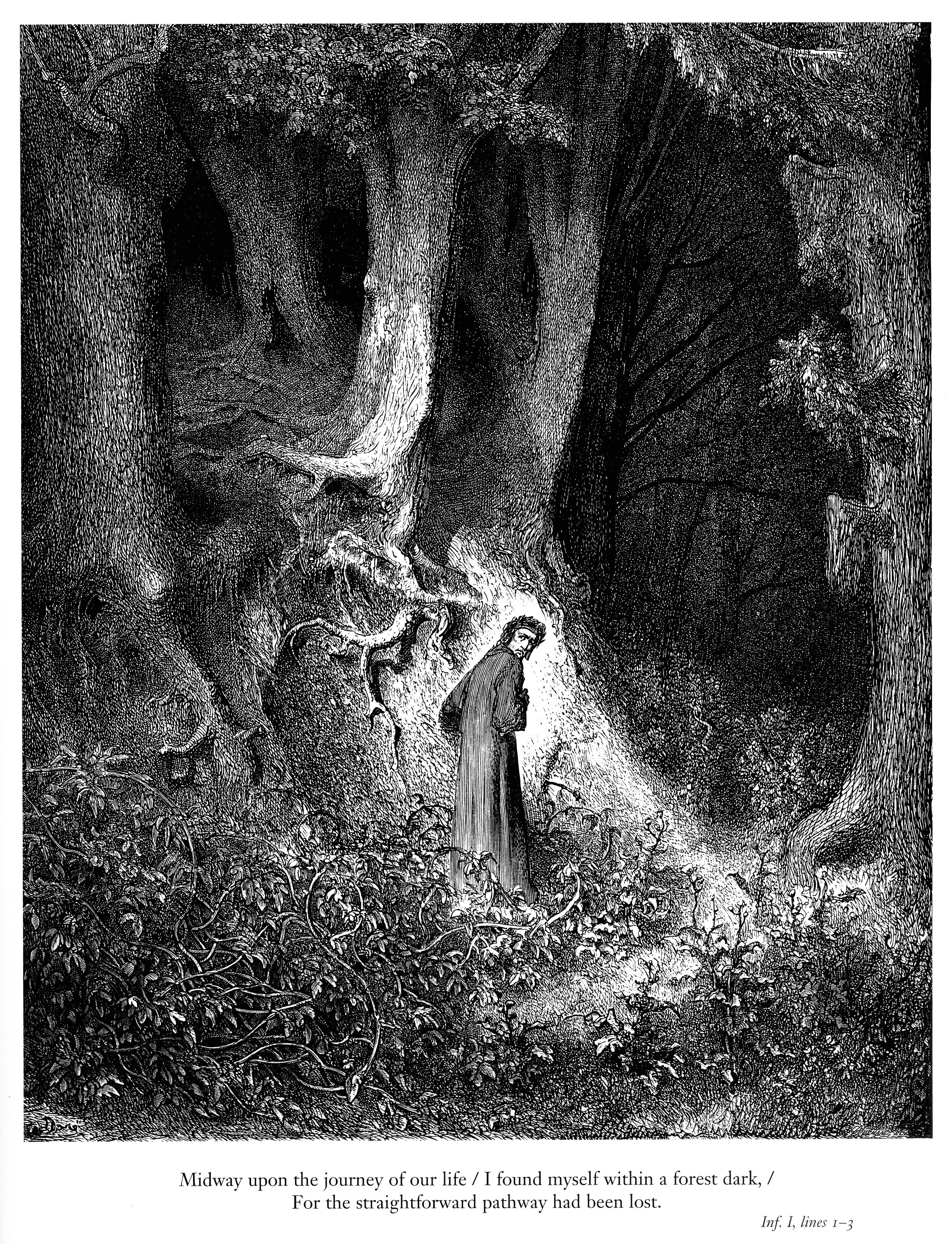
Gustave Doré - Dante Alighieri - Infierno - Lámina 1 El bosque oscuro - Me encontré en un bosque oscuro - abre la Divina Comedia.

El bosque mágico, como elemento recurrente en la ficción, es mencionado por Agustín de Hipona en varias ocasiones en sus Confesiones, lo que prueba su presencia en la literatura desde la antigüedad. En los relatos medievales, especialmente en los relatos de caballeros, el bosque se convertía en un escenario central, lleno de desafíos y aventuras. A partir del Renacimiento del siglo XII, el simbolismo del bosque mágico adquirió aún mayor relevancia, convirtiéndose en una pieza fundamental en las primeras obras de la literatura moderna, donde brinda un espacio para el misterio y la fantasía . 
Nel mezzo del cammin di nostra vita

mi ritrovai per una selva oscura

ché la diritta via era smarrita. –Dante Alighieri

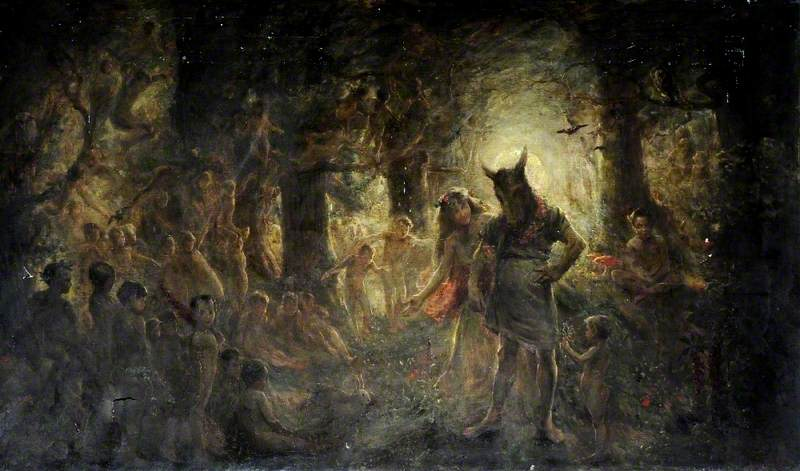
El sueño de una noche de verano (de la obra de W. Shakespeare) de Robert Fowler

Petrarca también los usa en obras como el Secretum, donde cita a Agustín al hablar de los secretos de las musas, y en el Libro de los Cantares, también hace referencia al bosque mágico. Este tema ganó notoriedad en la literatura inglesa, particularmente en la obra de William Shakespeare 'El sueño de una noche de San Juan' . Posteriormente, la imagen del bosque mágico se extendió por toda Europa durante el periodo barroco, siendo muy apreciada por los autores románticos .

## Ejemplos en literatura, cine y arte
- Epopeya de Gilgamesh

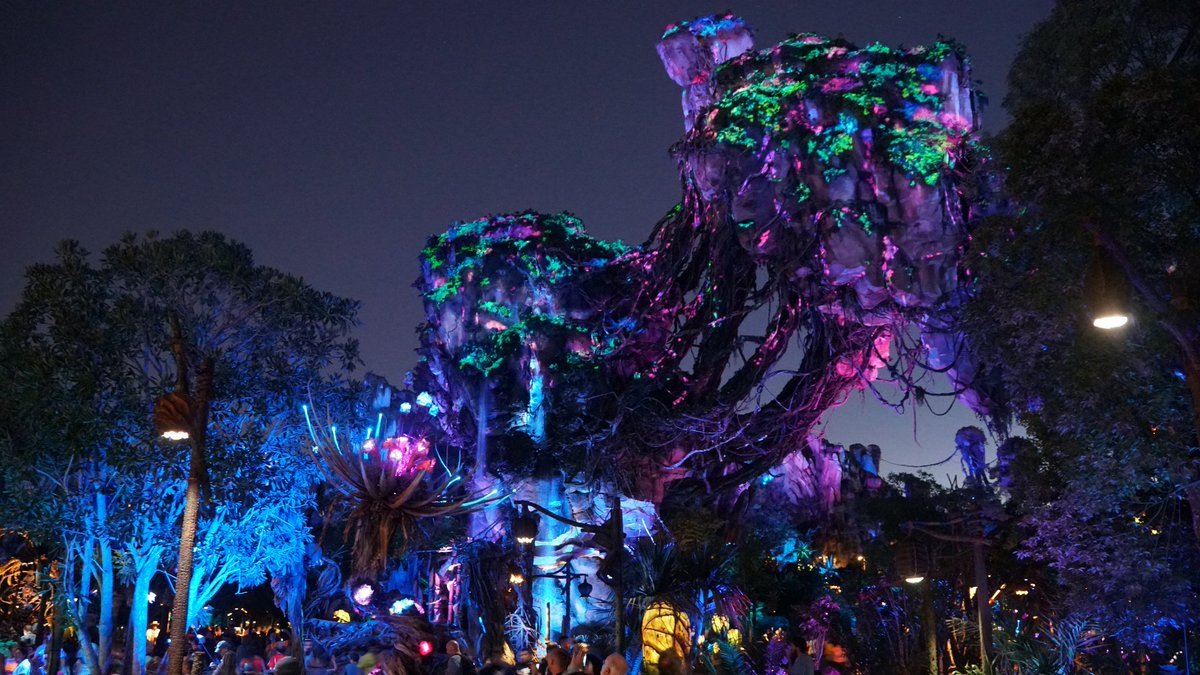
Paisaje bioluminiscente de Pandora, en Avatar.

- Dante Alighieri : La divina comedia
- Guillermo Hauff : El corazón de piedra
- Béla Bartók : Cantata Profana
- William Shakespeare : El sueño de una noche de verano
- Wenceslao Fernández Flórez : El bosque animado
- J. RR tolkien : El Señor de los Anillos (el Bosque de Fangorn, la Selva Negra)
- J. K. Rowling : Harry Potter (Bosque Prohibido)
- Gustave Flaubert : El bosque de las ilusiones perdidas
- Richard Wagner : La leyenda del espíritu del árbol
- C. S. Lewis : Las Crónicas de Narnia (aparece un bosque entre los dos mundos)
- James Cameron : Avatar (El bosque de Pandora)